# Le Rat d'Amérique
Le Rat d'Amérique (en español «La rata de América») es una película francesa de 1963 dirigida por Jean-Gabriel Albicocco.

## Argumento
Buscando fortuna, Carlo, un joven escritor, decide emigrar a Paraguay, pero esto no le permite superar la pobreza, por lo que decide dedicarse al contrabando de armas a favor de guerrilleros. Involucrado en una derrota y no queriendo ser tomado por los regulares, termina escapando de la cárcel y yendo a La Paz, Bolivia; donde conoce a María. Él, obligado a robar para vivir, termina en la cárcel; ella se ve obligada a prostituirse a un posadero. Este es asesinado, y las sospechas caen inmediatamente sobre los dos. De nuevo en la escapada, esta vez el destino es Chile, donde encuentra trabajo en una mina. Aquí viene una fortuna inesperada, y será ella quien decida convencerlo de perseverar y regresar a su hogar.

## Reparto
- Charles Aznavour como Carlo.
- Marie Laforêt como María.
- Franco Fabrizi como Paolo.

## Producción
La gran mayoría de las escenas fueron rodadas en Asunción, y se informó que su exhibición en aquella época causó molestia al entonces dictador de Paraguay Alfredo Stroessner. Aznavour luego afirmó que estuvo obligado a quedarse en Paraguay más tiempo del esperado debido a que la producción de la película se quedó sin dinero, lo que lo obligó a deambular por las calles de Asunción; afirmó que en una ocasión le tocó dormir en un cementerio.
La película fue dada por perdida por muchos años hasta que una copia de la misma fue encontrada en una bodega de París.

## Lanzamiento
La película fue exhibida en el Festival Internacional de Cine de Cannes de 1963.